# Предич, Урош
Урош Предич (серб. Урош Предић; 25 ноября (7 декабря) 1857, Орловат — 11 февраля 1953, Белград) — сербский живописец, известный художник-реалист.

## Биография
Родился в Орловате младшим сыном священника Петра Предича и его жены Марии (урождённой Илиевич из Црепая). Здесь окончил местную начальную школу, затем учился в немецкой школе в Црепая. В 1876 году окончил гимназию в Панчево (эта школа впоследствии названа его именем). Как одарённому ученику ему вручили стипендию Матицы, на которую он отправился учиться художественному мастерству в Вену. В 1880 году окончил Венскую Академию изобразительных искусств. Он учился в классе Кристиана Грипенкерль, а в 1882 году работал в его мастерской.
В 1885 году он вернулся в Орловат, где написал серию картин о жизни односельчан. С 1909 года вплоть до своей смерти жил и работал в Белграде.

## Творчество
Его первая выставка состоялась в 1888 году в Белграде.
Написал 13 картин мифологического содержания для здания австрийского парламента.

Самая известная его картина — Косовская девушка, посвящённая Косовской битве.
- Сирота на могиле матери (1888)
- Счастливы братья, бедная их мать (1887), Национальный музей Сербии
- Обливание Додолы (1892)
- Лазарь Хребелянович (1900)
- Лаза Костич (1910)
- Косовская девушка (1919)
- Пётр I Карагеоргиевич (1922)
- «Беженцы из Герцеговины» У. Предича на почтовой марке Югославии, 1976 год
- Почтовая марка Сербии, посвящённая 150-летию со дня рождения У. Предича. 2007 год